# Salvestro de Médici
Salvestro de Médicis ou de' Medici (1331-1388), governador de Florença em 1378, foi um dos fundadores da família Médici.